# 鹿児島医療生活協同組合
鹿児島医療生活協同組合（かごしまいりょうせいかつきょうどうくみあい）は、鹿児島県鹿児島市谷山中央に本部を置く生活協同組合（医療生協）である。

## 概要
総合病院鹿児島生協病院をセンター病院とし、鹿児島市や霧島市や南九州市に3つの病院を有し、その他に7つの医科・歯科診療所、12の訪問看護や訪問介護や訪問入浴・デイサービスなどの福祉事業施設、また、保育園や病後児保育などを運営し、1,400名を超える職員が医療・福祉に従事している。
全日本民主医療機関連合会（民医連）加盟法人。

## 組合員数・出資金
- 組合員数：14万318人(2020年2月末現在)[3]
- 出資金：20億8,104万円(2020年2月末現在)[3]

## 病院
(この節の出典)
- 総合病院鹿児島生協病院 - 鹿児島市谷山中央
- 国分生協病院 - 霧島市国分中央

## 医科診療所・歯科診療所
(この節の出典)
- 川辺生協クリニック - 南九州市川辺町両添1118番地

標榜診療科：内科、小児科
- 鴨池生協クリニック - 鹿児島市鴨池新町5番8号

標榜診療科：内科 呼吸器内科 循環器内科 消化器内科 小児科 
- 紫原生協クリニック - 鹿児島市紫原4丁目20番4号

標榜診療科：内科、胃腸科 循環器科 皮膚泌尿器科、小児科
- 坂之上生協クリニック - 鹿児島市坂之上2丁目14番17号

標榜診療科：内科、胃腸科、小児科
- 中山生協クリニック -  鹿児島市山田町731番地

標榜診療科：内科、循環器科 呼吸器科 消化器科 小児科
- 吉野生協クリニック - 鹿児島市吉野町2381-52

標榜診療科：内科、腎臓内科 小児科
- 谷山生協クリニック - 鹿児島市谷山中央5丁目21番22号

標榜診療科：内科、呼吸器科 消化器科 循環器科 こう門科 外科 小児科 歯科 小児歯科 
- 生協往診クリニック - 鹿児島市谷山中央5丁目14番19号 1階

標榜診療科：内科

## 介護事業所
(この節の出典)
- 生協訪問看護ステーションかもいけ - 鹿児島市鴨池新町5番8号 3階
- サテライト訪問看護むらさきばる - 鹿児島市紫原4丁目20番8号
- 生協訪問看護ステーションたにやま - 鹿児島市谷山中央3丁目4582番地
- サテライト訪問看護にじ - 鹿児島市喜入町6065番地3
- 生協訪問看護ステーションこくぶ - 霧島市国分中央3丁目38番15号
- 生協訪問看護ステーション万之瀬 - 南九州市川辺町田部田6387-1
- 国分生協病院（デイケアいきいき） - 霧島市国分中央3丁目22番18号
- 川辺生協病院（デイケアひだまり） - 南九州市川辺町両添1118番地
- 鴨池生協クリニック（デイケアふれあい） - 鹿児島市鴨池新町5番8号 4階
- 坂之上生協クリニック（デイケアあおぞら） - 鹿児島市坂之上2丁目14番17号
- 中山生協クリニック（デイケアげんき生協） - 鹿児島市山田町731番地
- 吉野生協クリニック（デイケアよしの） - 鹿児島市吉野町2381番地52
- 谷山生協クリニック（デイケアたにやま） - 鹿児島市谷山中央5丁目21番22号
- 生協デイサービスセンター虹の家たにやま - 鹿児島市谷山中央6丁目10番14号
- 生協ヘルパーステーションたにやま - 鹿児島市谷山中央3丁目4582（訪問介護）
- 生協ヘルパーステーション鹿児島北 - 鹿児島市鴨池新町5番8号 3階（訪問介護）
- 生協ヘルパーステーションこくぶ - 霧島市国分中央3丁目38番15号（訪問介護）
- 生協ヘルパーステーション万之瀬 - 南九州市川辺町田部田6387番地1（訪問介護）
- 生協ヘルパーステーションたにやま24時間センター - 鹿児島市谷山中央3丁目4582番地（定期巡回随時対応型訪問介護看護）
- 生協訪問入浴ステーション・たにやま - 鹿児島市谷山中央3丁目4582番地（訪問入浴介護）